# MoinMoin
MoinMoin és un programari de wikis implementat en Python, inicialment basat en el programari PikiPiki. El seu nom ve de la salutació frisona "Moin", repedita com a "WikiWiki". El codi font de MoinMoin està llicenciat sota la GNU General Public License v2, o (a elecció de l'usuari) qualsevol versió posterior (excepte alguns mòduls amb altres llicències de programari lliure compatibles amb la GPL).
Diverses organitzacions utilitzen MoinMoin per als seus wikis públics, incloent projectes importants de programari lliure com ara Ubuntu, Apache, Debian i FreeBSD.